# Зигмунд II фон Тирщайн
Зигмунд II фон Тирщайн (на немски: Sigmund II, Graf von Tierstein; † 4 май 1320) от линията Фробург-Хомберг е граф на Тирщайн в Зизгау, Швейцария, господар на Фарнсбург в кантон Базел Ландшафт и пфалцграф на Базел (на епископа на Базел).
Той е син на граф Рудолф VI фон Тирщайн († сл. 1265) и втората му съпруга Елиза фон Геролдсек († сл. 1265), дъщеря на Буркард IV фон Геролдсек († сл. 1238) и дъщерята на вилдграф Герхард I фон Кирбург († сл. 1198) и фон Саарбрюкен.
По-малкият му брат Херман фон Тирщайн († ок. 1308) е каноник в Страсбург. По-големият му полубрат Рудолф VII (III) фон Тирщайн († 1318) e граф на Тирщайн, пфалцграф на Базел.
Около средата на 14 век фамилията Тирщайн се разделя на две линии. Едната линия живее веднага във Фарнсбург, а другата в Ной-Тирщайн и Пфефинген.
Зигмунд II или син му Ото I фон Тирщайн (1318 – 1347) построяват замък Фарнсбург при Ормалинген, който става резиденция за векове.
Зигмунд II фон Тирщайн умира на 4 май 1320 г. и е погребан в катедралата на Базел.
След измирането на линията Тирщайн-Фарнсбург през 1418 г. замъкът Фарнсбург е наследен от фрайхерен фон Фалкенщайн.

## Фамилия
Зигмунд II фон Тирщайн се жени сл. 1271 г. за Агнес фон Вайсенбург († сл. 1334), дъщеря на Рудолф фон Вайсенбург. Те имат шест деца:
- Ото I фон Тирщайн († 1347/1352), граф на Тирщайн, господар на Фарнсбург, женен за Клемента фон Юзенберг († сл. 1352), дъщеря на Буркард IV фон Юзенберг (+ 1336) и Лугарт фон Геролдсек.
- Лудвиг фон Тирщайн († сл. 1364), канон и кантор в Базел
- Елизабет фон Тирщайн († сл. 1348), омъжена I. пр. 1321 г. за Йохан фон Щауфен († 1325/26), II. за Георг фон Хатщат († пр. 1327).
- Хайнрих фон Тирщайн († сл. 1307)
- Херман фон Тирщайн († сл. 1320)
- Симон III фон Тирщайн